# トリカスタン原子力発電所
トリカスタン原子力発電所（トリカスタンげんしりょくはつでんしょ、フランス語：Centrale nucléaire du Tricastin）は、フランス共和国ドローム県サン＝ポール＝トロワ＝シャトー（fr:Saint-Paul-Trois-Châteaux）の西に所在する原子力発電所。施設はドンゼール＝モンドラゴン運河（fr:Donzère-Mondragon）の西岸にあり、アヴィニョンから北へ40km、ヴァランスから南へ60kmに位置している。

## 概要
トリカスタン原子力発電所はドローム県のピエールラットとサン＝ポール＝トロワ＝シャトーおよびボレーヌ（fr:Bollène）にまたがり建設されたトリカスタン原子力地区内に設けられている原子力発電所で、1974年から建設が始まり1号機と2号機は1980年に、3号機と4号機は1981年に運転を開始している。原子炉は加圧水型原子炉で90万kW級で合計360万kWの発電能力を持つ。冷却水はドンゼール＝モンドラゴン運河から取水しており、核燃料は核燃料製造フランス＝ベルギー社（fr:Franco-Belge de Fabrication du Combustible、FBFC）で生産され、構内引き込み線を通じて鉄道で運び込まれる。使用済燃料は冷却プールで数ヶ月間格納され、その後は鉄道でラ・アーグ再処理工場に運び込まれる。
発電所は約250億kWhの電力を生産し、フランス全国電力生産量の約6％を生産している。また、消費電力の約三分の二にあたる約150億kWhが付近にあるユーロディフの濃縮工場で消費される。これにより送電損失を減少させている。
1999年に発生したブレイエ原子力発電所の洪水事故を受けて、原子力安全防護研究所、IPSN（当時、現在の放射線防護・原子力安全研究所、IRSN）の報告書で、トリカスタン原子力発電所に隣接する運河の洪水の危険性について再検査の必要が唱えられた。
2003年7月12日から22日にかけて数度に渡り、排水制限温度の27℃を超える使用済み冷却水が、合計44時間に渡り排出された。排水の温度は最高28.8℃だった。
2008年7月、天然ウランを含むウラン溶液18,000リットルが誤って放出される。格納容器には、清掃と修理作業のためにウラン汚染水貯水槽を備えていたが、貯水槽の容量を超える量の未濃縮ウランを含んだ汚染水が流入したため、30立方メートルの内18立方メートル分が地面に漏れてしまった。検査の結果、ガフィエール川（Gaffière）とロゾン川（Lauzon）で高濃度のウランを検出した。微量の放射能が含み、重金属としての毒性を持つウラン75kgを含む汚染水が漏洩した。放出推定量は最大で天然ウラン360kgで、当初は通常レベルよりも約1000倍ほど高かったが、その後急速に低下している。地面と地表水の検査では許容放射線量より最大で5％高い数値が出た。周辺の地面を調査したクリラッドの地域監視グループは異常に高い放射線量を計測した。
当局はガフィエール川とロゾン川からの飲用水と農業用水の使用を禁止した。この他にも水泳やウォータースポーツに釣りも禁止された。この事故は国際原子力事象評価尺度レベル1に分類された。
同じ月には約100人の従業員が、停止した原子炉から漏れだした放射性粒子によって被曝した。問題はこれだけにとどまらず、2005年にはロマン＝シュル＝イゼールにて、核廃棄物を含む保護シェルが発見される。アレヴァ社は環境を汚染することはない、としたが議論を巻き起こす結果となった。このシェルはかつてフランス軍関連の核廃棄物置き場にあったもので、廃棄物は防護されているものの風雨に晒され、容器が腐食していることが報告されている。また、発見から原子力安全局へ報告されるのに8時間、その後地元自治体に伝えられるのに更に6時間もかかり、この報告態勢も問題となった。
この事件の影響により、周辺で生産されるワインの販売量が低下、生産者側の要望に応え国立原産地名称研究所（fr:Institut National des Appellations d'Origine）はAOCのコトー・デュ・トリカスタンをグリニャン・レ・ザデマールに変更する許可を通知し2010年ヴィンテージから有効となる。

### 原子炉の特性
各原子炉の特性は以下のとおり。
| 原子炉名    | 格納容器形式 （原子炉形式） | 容量（MW）        | 容量（MW）      | 容量（MW）      | 運用者       | 建造者     | 建設開始      | 送電網接続運転開始 | 営業運転開始  | 原子炉の運転終了 |
| 原子炉名    | 格納容器形式 （原子炉形式） | 炉心熱出力（MWt） | 定格出力（MWe） | 平均出力（MWe） | 運用者       | 建造者     | 建設開始      | 送電網接続運転開始 | 営業運転開始  | 原子炉の運転終了 |
| ----------- | --------------------------- | ----------------- | --------------- | --------------- | ------------ | ---------- | ------------- | ------------------ | ------------- | ---------------- |
| Tricastin-1 | CP1 (PWR)                   | 2785              | 955             | 915             | フランス電力 | フラマトム | 1974年11月1日 | 1980年5月31日      | 1980年12月1日 |                  |
| Tricastin-2 | CP1 (PWR)                   | 2785              | 955             | 910             | フランス電力 | フラマトム | 1974年12月1日 | 1980年8月7日       | 1980年12月1日 |                  |
| Tricastin-3 | CP1 (PWR)                   | 2785              | 955             | 910             | フランス電力 | フラマトム | 1975年4月1日  | 1981年2月10日      | 1981年5月11日 |                  |
| Tricastin-4 | CP1 (PWR)                   | 2785              | 955             | 910             | フランス電力 | フラマトム | 1975年5月1日  | 1981年6月12日      | 1981年11月1日 |                  |

## 外部からの侵入
2013年7月15日 - グリーンピース (NGO)の活動家数十人が発電所敷地内に侵入。フランス政府に閉鎖するよう訴えた。